# Le Secret des frères McCann
Pour plus de détails, voir Fiche technique et Distribution.
Le Secret des frères McCann ou Les Vieux Lions au Québec (Secondhand Lions) est un film américain réalisé par Tim McCanlies (en) en 2003.
Le film suit jeune Walter (Haley Joel Osment)) qui est confié par sa mère à la garde de ses deux grands-oncles, Hub (Robert Duvall) et Garth McCann (Michael Caine). Des rumeurs incroyables circulent au sujet de ces vieux fous qui vivent isolés dans leur immense ferme. Walter, qui n’a rien d’autre à faire qu’explorer, découvre bientôt un coffre contenant la photo d’une très jolie jeune femme. Sans le savoir, il vient de réveiller un secret qui va obliger ses deux oncles à lui raconter leur fabuleuse histoire.

## Synopsis
Mae, la mère irresponsable de Walter, âgé de quatorze ans, l'envoie passer l'été dans la ferme texane délabrée de ses grands-oncles célibataires et reclus, Hub et Garth. On dit d'eux qu'ils possèdent une fortune secrète amassée au cours d'aventures passées et qu'ils sont la cible de tous les vendeurs itinérants. Ces derniers, à leur tour, s'assoient sous leur porche avec des fusils de chasse et tirent sur les vendeurs.
Walter se voit attribuer une chambre dans le grenier et n'est pas bien accueilli par ses oncles au début, jusqu'à ce qu'ils se rendent compte que la présence de Walter dérange les autres membres de la famille qui cherchent de l'or. Walter persuade ses oncles d'essayer de dépenser un peu de leur argent. Des paquets de graines pour planter un jardin potager se révèlent être tous du maïs. Les oncles commandent alors un lion pour une cible de chasse, mais finissent par obtenir une lionne de cirque apprivoisée et à la retraite, qui devient l'animal de compagnie de Walter.
Alors qu'il charge des sacs de 50 livres de nourriture pour lion, Hub s'évanouit et se rend brièvement à l'hôpital. Plus tard, dans un resto routier, quatre durs à cuire tirent sur Hub avec des couteaux à cran d'arrêt, mais il les maîtrise facilement. Hub et Garth ramènent les adolescents à la maison pour les soigner et découvrent que la lionne âgée s'est échappée de sa cage et a fait du champ de maïs sa nouvelle maison dans la "jungle". Hub fait un discours aux adolescents sur le fait de grandir et d'être des hommes avant de les renvoyer chez eux.
Une intrigue secondaire se développe autour de la photographie d'une belle femme que Walter trouve dans le grenier. Garth raconte à Walter l'histoire de leur passé dans la Légion étrangère française, au cours de laquelle Hub a épousé une princesse arabe nommée Jasmine, qui était promise à un puissant cheikh. Après avoir vécu dans le péril constant des assassins, Hub a épargné la vie du cheikh après un duel, à condition que la chasse à l'homme cesse. Cependant, Jasmine est morte en couches et Hub est retourné dans la Légion étrangère française, jusqu'à ce que Garth et lui se retirent dans leur ferme, où ils attendent la mort avec résignation.
Tard un soir, Walter suit Garth et découvre que ses oncles ont une pièce remplie d'argent sous la grange. Un autre soir, Mae arrive avec son dernier petit ami, un soi-disant détective privé nommé Stan ; il prétend que Hub, Garth et Jasmine étaient des braqueurs de banque et exige l'emplacement de l'argent. Lorsque Walter choisit de croire les histoires de Garth, Stan le plaque au sol et le bat. La vieille lionne sort du champ de maïs et attaque Stan ; réveillés par le bruit, Hub et Garth découvrent que l'animal est mort d'un arrêt cardiaque en défendant son "petit".
Le lendemain, Walter part avec sa mère. Une fois sur la route, Mae explique que Stan va rester avec eux pour récupérer. Walter lui demande de "faire quelque chose de mieux pour moi pour une fois" et l'abandonne. Alors que Hub et Garth sont ravis de le voir revenir, Walter insiste sur le fait que des changements doivent être faits : Ses oncles doivent s'impliquer dans son éducation et vivre prudemment, car il veut qu'ils meurent de vieillesse.
Dix-sept ans plus tard, le shérif local avertit Walter que ses oncles sont morts après une cascade ratée dans leur biplan. Walter retourne à la ferme et reçoit le testament de ses oncles, qui lui lègue tout. Un hélicoptère portant le logo Western Sahara Petroleum se pose près de la ferme, et un homme en sort avec son jeune fils, expliquant qu'il a appris la mort de Hub et Garth à la radio. Il avait reconnu les noms des deux Américains dans les histoires que lui avait racontées son grand-père, "un cheikh très riche", dans sa jeunesse. Lorsque le jeune fils de l'homme demande à Walter si ses oncles ont vraiment vécu, Walter confirme : "Oui. Ils ont vraiment vécu".

## Distribution
- Michael Caine (VF : Dominique Paturel ; VQ : Vincent Davy[1]) : Garth
- Robert Duvall (VF : Claude Brosset ; VQ : Hubert Fielden) : Hub
- Haley Joel Osment (VF : Brice Ournac ; VQ : Xavier Dolan) : Walter
- Kyra Sedgwick (VF : Déborah Perret ; VQ : Hélène Mondoux) : Mae
- Nicky Katt (VF : Stéfan Godin ; VQ : Gilbert Lachance) : Stan
- Michael O'Neill (VF : Guy Chapelier ; VQ : François Sasseville) : Ralph
- Deirdre O'Connell (VF : Tania Torrens) : Helen
- Eric Balfour (VF : Damien Boisseau ; VQ : Daniel Picard) : le petit-fils du cheik
- Josh Lucas (VQ : Patrice Dubois) : Walter, adulte
- Emmanuelle Vaugier : Jasmine
- Christian Kane : Hub, jeune
- Kevin Haberer : Garth, jeune